# Virus Epsteina–Barrové
Virus Epsteina–Barrové (anglicky: Epstein–Barr virus, EBV), známý též jako lidský herpesvirus 4 (HHV-4) nebo EB virus, je dsDNA virus z čeledi herpetických virů, jehož primárním hostitelem je člověk. EBV je první identifikovaný onkogenní virus, který u lidí vyvolává trvalou infekci. Většina infekcí EBV je asymptomatická, virus však může způsobovat infekční mononukleózu a další vážná onemocnění. Proti viru není žádná vakcína a promoření v populaci je velmi vysoké.
Hlavním klinickým projevem viru je infekční mononukleóza (IM) – onemocnění charakterizované chřipkovými příznaky, silnou únavou a poškozením jater, které trvá několik týdnů až měsíců. Dále infekce souvisí s různými lymfoproliferativními onemocněními jako je Burkittův lymfom, hemofagocytární lymfohistiocytáza a Hodgkinova choroba; a jinými rakovinami jako je žaludeční karcinom a karcinom nosohltanu. Odhaduje se, že asi 200 000 případů rakoviny ročně na celém světě lze přičíst EBV.
Virus Epsteina–Barrové je také důležitý v patogenezi chronického únavového syndromu (ME/CFS), vážného multisystémového onemocnění, jelikož přibližně 1 z 10 pacientů s mononukleózou vykazuje po 6 měsících od diagnózy příznaky spojené s ME/CFS. V menší míře se ve spojistosti s virem vyskytují i jiné poruchy imunitního systému jako je chlupatá leukoplakie a lymfomy centrálního nervového systému, obzvláště je-li jedinec HIV-pozitivní.
Virus je mimo jiné spojován s dětskými poruchami jako syndrom Alenky v říši divů a akutní cerebelární ataxií a podle některých důkazů s vyšším rizikem rozvoje určitých autoimunitních onemocnění, zejména dermatomyozitidy, systémového lupusu erythematodes, revmatoidní artritidy a Sjögrenova syndromu. V roce 2022 rozsáhlá studie (populace 10 milionů za 20 let) naznačila, že EBV je hlavní příčinou roztroušené sklerózy, přičemž nedávná infekce EBV způsobila 32-násobné zvýšení rizika rozvoje roztroušené sklerózy.
K infekci EBV dochází primárně orálním přenosem slin, případně pohlavních sekretů. Většina lidí se EBV nakazí a získá adaptivní imunitu. Promořenost je vysoká, ve Spojených státech má asi 50 % pětiletých a asi 90 % dospělých důkazy o předchozí infekci. Kojenci se stanou náchylnými k EBV, jakmile vymizí ochrana mateřskými protilátkami. Mnoho dětí, které se nakazí EBV, nevykazuje žádné příznaky nebo jsou příznaky nerozeznatelné od jiných mírných, krátkodobých dětských nemocí. K infekci v adolescenci nebo dospělosti dochází u 35 až 50 % případů infekční mononukleózy. Obecně platí, že čím starší jedinec je, tím vyšší je šance rozvoje mononukleózy a s ní spojenými dlouhodobými potížemi.
EBV infikuje B-lymfocyty imunitního systému a epiteliální buňky (obvykle nosohltanu a mandlí). Jakmile je počáteční akutní lytická infekce EBV pod kontrolou, latence EBV přetrvává v paměťových B-lymfocytech jedince po celý zbytek života. Někdy může docházet k reaktivaci, kdy virus přechází z latentní zpět do akutní lytické infekce. Takové epizody mohou být vyvolané stresem nebo jiným dlouhodobým stavem oslabující imunitu, jako je chemoterapie nebo imunosuprese. Incidence reaktivace EBV je prokazatelně vyšší po prodělání Covidu-19 a může být jedním z faktorů ovlivňjící dlouhý covid.

## Virologie

### Struktura a genom

Zjednodušený diagram struktury EBV obsahující nukleokapsid, tegument, obálku a proteiny na ní, obklopující virový genom

Virus měří asi 122–180 nm v průměru a skládá se z dvojité šroubovice deoxyribonukleové kyseliny (dsDNA), která obsahuje kolem 172 000 párů bází (bp) kódujících 85 genů. DNA je obklopena proteinným nukleokapsidem, který je dále obklopen tegumentem tvořeným proteinem, který je zase obklopen obalem obsahujícím mimo lipidy i povrchové výběžky glykoproteinů, které jsou nezbytné pro infekci hostitelské buňky. V červenci 2020 tým vědců oznámil první úplný atomový model nukleokapsidu viru. Tento „první úplný atomový model [zahrnuje] ikosahedrický kapsid, komplex vázaný na kapsidní tegument (CATC) a dvanáctiměrný portál - aparát pro translokaci virového genomu“.

### Tropismus
Terminus technicus virový tropismus označuje typy buněk, které virus infikuje. U EBV jde nejčastěji o B-lymfocyty a epiteliální buňky, především ty v oblasti nosohltanu, které v případě infekční mononukleózy jsou patrně nateklé.
U viru Epsteina–Barrové jsou klíčové komplexy gHgL a gp42. K začlenění do membrány B-lymfocytů jsou potřeba oba dva komplexy. Samotný komplex gHgL zprostředkovává fúzi s membránou epiteliálních buněk. Virus EBV produkovaný v B-lymfocytech má nízké množství komplexů gHgLgp42, protože tyto třídílné komplexy interagují s molekulami lidského leukocytního antigenu (HLA) třídy II, které jsou přítomny v B-lymfocytech v endoplasmatickém retikulu, a jsou degradovány. Naproti tomu EBV z epiteliálních buněk je bohatý na třídílné komplexy, protože tyto buňky obvykle neobsahují molekuly HLA třídy II. V důsledku toho je EBV produkovaný B-lymfocyty nakažlivější pro epiteliální buňky a EBV z epiteliálních buněk je nakažlivější pro B-lymfocyty. Viry postrádající část gp42 se mohou vázat na lidské B-lymfocyty, ale nejsou schopny je infikovat.

### Životní cyklus

#### Primární infekce buňky

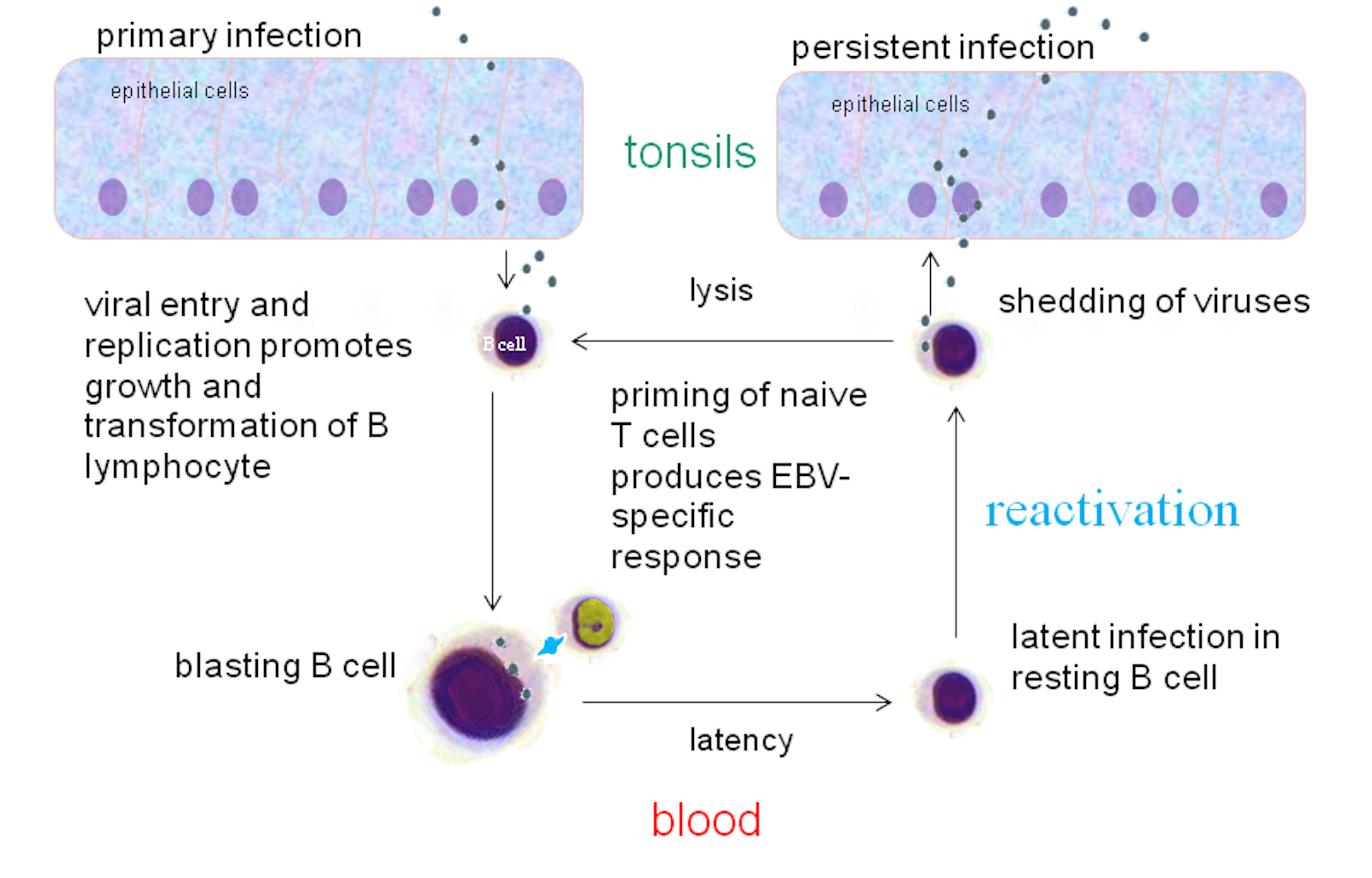
Životní cyklus EBV ve zdravých jedincích

EBV může infikovat jak B-lymfocyty, tak epiteliální buňky. Mechanismy vstupu do těchto dvou typů buněk jsou ale rozdílné.
Pro vstup do B-lymfocytů se virový glykoprotein gp350 váže na buněčný receptor CD21 (také známý jako CR2). Poté virový glykoprotein gp42 interaguje s buněčnými molekulami MHC třídy II (hlavní histokompatibilní komplex), to spustí integraci virového obalu s buněčnou membránou a umožní EBV vstoupit do B-lymfocytu. Lidský CD35, také známý jako receptor komplementu 1 (CR1), je další vazebný faktor pro gp350 / 220 a může poskytnout cestu pro vstup EBV do buněk neobsahujících CD21, včetně nedospělých B-lymfocytů. Infekce EBV snižuje expresi CD35.
Pro vstup do epiteliálních buněk interaguje virový protein BMRF-2 s buněčnými β1 integriny. Poté virový protein gHgL interaguje s buněčnými αvβ6/αvβ8 integriny. To spustí fúzi virového obalu s membránou epiteliální buňky a umožní EBV vstoupit do epiteliální buňky. Na rozdíl od vstupu do B-lymfocytů je vstup do epiteliálních buněk ve skutečnosti brzděn virovým glykoproteinem gp42.
Jakmile EBV vstoupí do buňky, rozpustí se virový kapsid a virový genom je transportován do buněčného jádra.

#### Lytická cesta
Lytický cyklus neboli produktivní infekce vede k tvorbě infekčních virionů, tedy kompletních virových částic. EBV může procházet lytickou replikací jak v B-lymfocytech, tak v epiteliálních buňkách. V B-lymfocytech probíhá lytická replikace obvykle až po reaktivaci z latence. V epiteliálních buňkách často lytická replikace následuje přímo po vstupu viru.
Aby mohla probíhat lytická replikace, musí být virový genom lineární. Latentní EBV genom je kruhový, takže se v procesu lytické reaktivace musí linearizovat. Během lytické replikace je za kopírování virového genomu zodpovědná virová DNA polymeráza, na rozdíl od latence, kdy genom viru kopíruje DNA polymeráza hostitelské buňky.
Lytické genové produkty se vytvářejí ve třech po sobě jdoucích stádiích: okamžitě raném, raném a pozdním. Produkty okamžitě raných lytických genů působí jako transaktivátory, což zvyšuje expresi pozdějších lytických genů. Mezi produkty okamžitě raných lytických genů patří BZLF1 (také známý jako Zta, EB1, spojený s výsledným genem ZEBRA) a BRLF1 (spojený s výsledným genem Rta). Rané lytické genové produkty mají mnohem více funkcí, jako je replikace, metabolismus a blokování zpracování antigenů. Mezi rané lytické genové produkty patří BNLF2. Produkty pozdních lytických genů bývají proteiny se strukturální funkcí, jako je VCA, který tvoří virový kapsid. Jiné pozdní lytické genové produkty, jako je BCRF1, pomáhají EBV vyhnout se imunitnímu systému.
Bylo prokázáno, že EGCG, polyfenol v zeleném čaji, inhibuje spontánní lytickou infekci EBV na úrovni DNA, transkripce genů a proteinů v závislosti na čase a dávce. Exprese lytických genů EBV Zta, Rta a komplexu raných antigenů EA-D (indukovaného Rta) však není ovlivněna, zatímco vysoce stabilní gen EBNA-1, který se nachází ve všech stádiích infekce EBV, zůstává neovlivněn. Specifické inhibitory (cest) naznačují, že cesta Ras/MEK/MAPK přispívá k lytické infekci EBV prostřednictvím BZLF1 a cesta PI3-K prostřednictvím BRLF1, přičemž druhá cesta zcela ruší schopnost vektoru adenoviru BRLF1 indukovat lytickou formu infekce EBV.

#### Latentní cesta
Na rozdíl od lytické replikace latence nevede k tvorbě virionů. Místo toho kruhová DNA virového genomu EBV sídlí v buněčném jádře jako episom a je kopírována DNA polymerázou hostitelské buňky při mitóze buňky. Latentní infekce přetrvává v paměťových B-lymfocytech jedince. Epigenetické změny, jako je methylace DNA a složky buněčného chromatinu, potlačují většinu virových genů v latentně infikovaných buňkách zabraňujíce lytické infekci. Dochází k expresi pouze části genů EBV, které podporují latentní stav viru. K expresi latentního EBV dochází v jednom ze tří vzorců, známých jako latenční programy. EBV může setrvat latentně v B-lymfocytech a epiteliálních buňkách, ale u těchto dvou typů buněk jsou možné různé latenční programy. Každý z latenčních programů se liší tím, jaké virové proteiny a RNA produkuje. V programu latence 0 dochází k úplné deaktivace jakékoliv genové exprese viru.
| Exprese genu | EBNA-1  | EBNA-2  | EBNA-3A | EBNA-3B | EBNA-3C | EBNA-LP | LMP1    | LMP-2A  | LMP-2B  | EBER   |
| ------------ | ------- | ------- | ------- | ------- | ------- | ------- | ------- | ------- | ------- | ------ |
| Produkt      | Protein | Protein | Protein | Protein | Protein | Protein | Protein | Protein | Protein | ncRNAs |
| (Latence 0)  | –       | –       | –       | –       | –       | –       | –       | –       | –       | –      |
| Latence I    | +       | –       | –       | –       | –       | –       | –       | –       | –       | +      |
| Latence II   | +       | –       | –       | –       | –       | +       | +       | +       | +       | +      |
| Latence III  | +       | +       | +       | +       | +       | +       | +       | +       | +       | +      |

V B-lymfocytech jsou možné všechny tři latenční programy a latence po primární infekci obvykle postupuje III → II → I. Každé stadium latence jedinečně ovlivňuje chování B-lymfocytů. Po infekci naivního B-lymfocytu vstoupí EBV do latence III. Sada proteinů a RNA produkovaných v latenci III transformuje B lymfocyt na proliferující blast (také známý jako aktivace B lymfocytů). Později virus omezí expresi svých genů a vstoupí do latence II. Omezenější sada proteinů a RNA produkovaných v latenci II nutí B lymfocyt diferencovat se v paměťový B-lymfocyt. Nakonec EBV ještě více omezí expresi genů a vstoupí do latence I. Exprese EBNA-1 umožňuje replikaci genomu EBV, když se paměťový B-lymfocyt dělí.
V epiteliálních buňkách je možná pouze latence II. Při primární infekci se EBV replikuje v hltanových epiteliálních buňkách a zakládá infekce latencí III, II a I v B lymfocytech. Latentní infekce EBV B-lymfocytů je nezbytná pro persistenci viru, následnou replikaci v epiteliálních buňkách a uvolňování infekčního viru do slin. EBV infekce B-lymfocytů latencí III a II, infekce orálních epiteliálních buněk latencí II a infekce NK nebo T lymfocytů latencí II mohou vést k malignitám, charakterizovaným jednotnou přítomností genomu EBV a expresí jeho genů.

#### Reaktivace
Latentní EBV v B-lymfocytech může být reaktivován a přepnout se na lytickou replikaci. Je dobře známo, že k tomuto fenoménu poměrně často dochází v živých jedincích (in vivo), ale není jasné, jaký mechanismus patogenezi spouští. Obvykle se vina klade dlouhodobým stavům, které negativně ovlivňují imunitní systém, zejména tedy dlouhodobý stres, případně léčba imunosupresivy nebo hormonální změny (například menopauza).
V laboratorních podmínkách (in vitro) bylo prokázáno, že k reaktivaci EBV dochází stimulací receptorů B-lymfocytů, takže je pravděpodobné, že k reaktivaci in vivo dochází poté, co latentně infikované B-lymfocyty zareagují na nesouvisející infekce. Právě incidence infekcí může být vyšší při stresu.

### Změny v B-lymfocytech
Při infekci EBV v laboratorních podmínkách (in vitro) byl prokázán vznik lymfoblastických buněčných linií, které jsou schopné neomezeného růstu. Růstová transformace těchto buněčných linií je zřejmě důsledkem exprese virového proteinu.
Předpokládá se, že po běžné primární infekci virus spustí některé nebo všechny své programy genové exprese, aby vytvořil trvalou infekci. Vzhledem k počáteční absenci hostitelské imunity produkuje lytický cyklus velké množství virionů, které pravděpodobně infikují další B-lymfocyty v hostiteli. 
Latentní programy přeprogramují a rozvrátí infikované B-lymfocyty, aby se množily a přivedly infikované buňky do míst, kde virus pravděpodobně přetrvává. Když se vyvine imunita hostitele, virus přetrvává vypnutím většiny (nebo všech) svých genů a pouze příležitostně se reaktivuje a produkuje malé množství virionů. Nakonec se dosáhne rovnováhy mezi příležitostnou reaktivací viru a imunitním dohledem hostitele, který odstraní buňky aktivující expresi virového genu. Manipulace s epigenetikou lidského těla prováděná virem může změnit genom buňky tak, že zanechá onkogenní fenotypy. V důsledku se u hostitele zvyšuje pravděpodobnost vzniku rakoviny související s EBV.
Místem perzistence EBV může být kostní dřeň. U pacientů dříve infikovaných EBV, kterým byla jejich vlastní kostní dřeň nahrazena kostní dření od EBV-negativního dárce, bylo prokázáno, že se po transplantaci stávají EBV-negativní. Transplantace kostní dřeně (allo-HSCT) je jedinou zaručenou metodou léčby chronické aktivní EBV infekce (CAEBV), což je vzácné onemocnění, kdy hostitelský imunitní systém nedokáže virus převést do latence.

### Poddruhy EBV
Virus Epsteina–Barrové se primárně rozděluje na EBV typu 1 a EBV typu 2. Tyto dva poddruhy se liší genem EBNA-3, důsledkem čehož mají různé transformační schopnosti a schopnosti reaktivace. První typ je častější ve většině světa, ale oba druhy se vyskytují podobně často v Africe. Tyto dva typy lze rozlišit rozřezáním virového genomu restrikčním enzymem a porovnáním výsledných vzorků štěpení pomocí gelové elektroforézy. 

## Detekce
| Typická interpretace         | VCA-IgG | VCA-IgM | EA  | EBNA |
| ---------------------------- | ------- | ------- | --- | ---- |
| Nikdy neinfikován            | -       | -       | -   | -    |
| Akutní infekce               | +       | +       | +/- | -    |
| Akutní nebo nedávná infekce  | +       | +/-     | +   | +/-  |
| Nedávná infekce              | +       | -       | +/- | +    |
| Dávná infekce                | +       | -       | -   | +    |
| Chronická infekce/reaktivace | +       | -       | +   | +/-  |

Při podezření na EBV infekci, především při příznacích typické pro infekční mononukleózu, se provádí sérologické testy hodnot hladin různých protilátek proti EBV. K tomu se používá primárně ELISA, tedy enzymatická reakce. 
Jelikož je EBV poměrně komplikovaný virus, dochází u něj k expresi různých genů za vzniku obdobně různých proteinů. Přítomnost jednotlivých proteinů je vypovídající o aktuální fázi infekce, a tak protilátky na tyto proteiny (antigeny), jsou zároveň indikátory průběhu infekce. Lze rozlišit ranou primoinfekci (charakterizovaná anti-EA a jinými IgM protilátkami), pokročilou fázi primoinfekce (vysoké hladiny IgM i IgG protilátek), latentní infekci (přetrvávají vysoké hladiny všech protilátek) a reaktivaci (všechny protilátky kromě IgM).
Typicky se pro detekci EBV nepoužívá metoda PCR, může však být užitečná u komplikovanějších případů infekce, jelikož ukazuje mimo přítomnost i množství virového genomu v krvi, toto množství však samo o sobě příliš nevypovídá o závažnosti příznaků, neboť ty jsou důsledkem především reakce imunitního systému na virus, nikoliv virem samotným.

## Epidemiologie
Virus Epsteina–Barrové se vyskytuje celosvětově. Většina lidí je během života EBV infikována, a proto získávají adaptivní imunitu prostřednictvím protilátek EBV, která zabraňuje onemocnění z opětovné infekce. Ve Spojených státech je infikováno až 95 % dospělých ve věku 35 až 40 let. Kojenci se stávají náchylní k EBV hned poté, co je přestane ochraňovat matčin imunitní systém. Mnoho dětí se nakazí EBV a tyto infekce obvykle nezpůsobí žádné příznaky, nebo jsou k nerozeznání od ostatních mírných krátkých nemocí v dětství. Ve Spojených státech a dalších vyspělých zemích mnoho lidí v dětství EBV infikováno nebylo. V případě, že by se u těchto lidí během dospívání projevila infekce, může EBV v 35 až 69 % případů vést k infekční mononukleóze. Virus se přenáší kapénkovou infekcí, slinami (nemoci z líbání), krví, pohlavním stykem a transplantací.